# Valdemar Petersen
Valdemar Petersen (født 1901 i Korsør, død 1986) var gartner i Løve på Vestsjælland, og blev verdenskendt for historiske roser som sit speciale.

## Baggrund og uddannelse
Efter realeksamen blev Valdemar Petersen uddannet som gartner på Mathiesens Planteskole i Halsskov, og tog derefter et sprogkursus på "Berlitz school" i København. Efter Første verdenskrig gik han på valsen ned gennem Europa, præcis som andre unge håndværkere traditionelt rejste ud og lærte gammelt og nyt, og der arbejdede han bl.a. 5-6 år i Frankrig med at plante træer på slagmarkerne ved Verdun og siden i Tyskland.
På valsen mødte han roserne, særligt de historiske, og denne viden tog han med sig hjem.
I 1920erne tjente han som slotsgartner på Hesselager på Fyn, før han åbnede egen planteskole i Løve på Vestsjælland i 1930.

## Historiske roser
Valdemar Petersens Planteskole havde et righoldigt sortiment af alle slags planter til haven, men det var de såkaldte Historiske Roser, der havde Valdemar Petersens interesse. Han fik etableret en genuin samling, og kunne efter Anden verdenskrig supplere flere rosenhaver med roser, som var forsvundet under krigen. Takket være Valdemar Petersens samling kunne der klones, og han bidrog således til genopbygning af haver og parkanlæg flere steder i Europa. 
Han lagde særlig vægt på typer, som stammer fra tiden før den store forædling begyndte omkring 1800, og samlede, afprøvede og opformerede de mest egnede af de gamle rosensorter.
I en artikel til Haven i 1966 skriver han: ”Hvorfor jeg dyrker gammeldags roser (…) fordi de ved deres særprægede form og farve, deres duft og historiske oprindelse giver haven noget, som ikke kan opnås med nogen anden plante, og så er de lette at dyrke”. (Citat fra hæfte om Gerlevparken, udgivet af Augustinus Fonden).
Valdemar Petersens rosensamling blev i 1984-1986 på initiativ af Dronning Ingrid klonet og flyttet til Gerlevparken i Hornsherred. Gerlevparken er drevet af Fonden Træer og Miljø. 
I Løve på Vestsjælland blev Valdemar Petersens Planteskole i 1979 solgt til efterfølgeren, Torben Thim. Navnet blev bibeholdt som V. Petersens Eftf. - Rosenplanteskolen i Løve - og samlingen af historiske roser blev bibeholdt og videreført.

## Valdemar Petersens roser
Valdemar Petersen er særligt kendt for rosen Aicha, en gul botanisk vildrose, fremavlet i 1960'erne, som endnu findes.  